# Reho Falcon
Der Reho Falcon Rugby Club (meist kurz nur Reho Falcon oder Falcon) ist ein 1992 gegründeter, in Rehoboth beheimateter namibischer Rugby-Union-Verein. Er spielt in der Rugby Premier League.
Der Club verfügt über einen Fanclub in Windhoek.

## Erfolge
- 2007, 2011: Meister in der Rugby Premier League
- 2010, 2009, 2007: 1. Platz Tommy-Jarman-Trophäe